# Thorsten Löckmann
Thorsten Löckmann (* 3. Juli 1972) ist ein ehemaliger deutscher Fußballspieler.

## Karriere
In der Saison 1990/91 war Löckmann Mitglied von Preußen Münster, wo Trainer Gerd Roggensack ihm beim seinerzeitigen Zweitligisten als Einwechselspieler beim Ligaspiel gegen den SC Freiburg einsetzte. Zur nächsten Saison wechselte der Teenager in den Amateurbereich zur TSG Dülmen. Mit dem Klub stieg er 1993 in die seinerzeit drittklassige Oberliga Westfalen auf. In der Spielzeit 1993/94 belegte er mit der Mannschaft den vorletzten Tabellenplatz – er hatte dabei unter anderem an der Seite von Michael Oenning, Tino Milde, Sascha Peters und Marco Jedlička in 29 der 30 Saisonspiele auf dem Platz gestanden und dabei zwei Tore erzielt. In der Relegation zur aufgrund der Einführung der Regionalliga West/Südwest zurückgestuften Oberliga blieben alle drei Spiele sieglos, so dass nach einem 0:0-Remis gegen Rot-Weiß Lennestadt und einem 1:1-Unentschieden gegen Blau-Weiß Wewer ein 2:2-Remis im direkten Duell der Konkurrenten den letzten Platz und damit die Zurückstufung in die Fünftklassigkeit bedeutete. Anschließend verliert sich die fußballerische Karriere Löckmanns in der Statistik.
2003 wechselte Löckmann zur SG Herne 70 und spielte zeitweise in der ersten Mannschaft, im Februar 2007 übernahm er beim A-Ligisten den Cheftrainerposten.